# Somogyvámos
Somogyvámos község Somogy vármegyében, a Fonyódi járásban.

## Fekvése
Somogyvámos a Balatontól délre a Fonyód és Kaposvár közötti úton található. A települést dombok veszik körül, amelyeken rétek és ösvényekkel szabdalt kisebb erdők váltják egymást. Lengyeltóti a legközelebbi város, kb. 14 kilométerre található. A településnek nincs saját vasútállomása, de a Kaposvár–Fonyód vonalon Somogyvártól autóbusszal lehet eljutni.

## Története
A község története az avar időkbe nyúlik vissza. Az 1940-es régészeti ásatások során a Táncsics utcában ebből a korból származó temetőre bukkantak, ahol csontokat, cserépedényeket és lószerszámokat találtak. A középkorban a mai Somogyvámos határában egy Csopak nevű falu terült el, amely 1237-ben részben a szentmártoni apátság birtoka volt, amelyről írásos emlékek is fennmaradtak. A török időkben azonban teljesen elpusztult az a település, majd lassan a neve is feledésbe merült. A közelében azonban akkor már állt Vámos, ahol most a román stílusú templom romjait találjuk. Vámos, nevéből is következtethetően a középkorban vámszedőhely volt. Az 1575-ös adólajstrom Vámosfalva néven jegyezte fel az utókornak. A község 1856-ban Kund Vincze birtoka volt és a családé maradt a 20. század elején is (1906-tól özv. Lővensohn Ernőné, egy bérlő gazdálkodott a vámosi földeken, a legmodernebb agrotechnológiát (gőzcséplőgép, benzines szántógép, gőzmalom) alkalmazva). Fejlett állattenyésztésük volt, halastavakat üzemeltettek.
A faluhoz tartozó Gilye vagy Gilla a 15. században a Töli családé volt, majd ez a terület is a Jankovichoké lett. Elhagyott temetője még ma is látható, benne egy 1921-ben emelt kőkereszt áll. A másik ősi település Remetepuszta volt, amely előbb apátsági, azt követően királyi birtokká vált, későbbi földesura Guary Gábor és Póka Miklós lett. Az egykori Remetepuszta emlékét ma már csak két 204 éves kőkereszt őrzi.
Leírás a településről a 18. század végén:		
```
"Vámos: Magyar, és sokacz falu Somogy Várm. földes Ura Gr. Niczky Uraság, lakosai katolikusok, fekszik Somogyvárhoz, Pamukhoz, Osztopány, Edde, és Gesztihez is 1/2 órányira; határja 3 nyomásbéli, terem búzát, rozsot, zabot, kukoritzát, földgye agyagos, erdeje, szőleje van, malom, és rét nélkűl szűkölködik, piatza Kanizsán van."
 			
(
Vályi András
: 
Magyar országnak leírása
, 
1796
–
1799
)
```

A 20. század változásainak hatására Somogyvámos népességének egy része elvándorolt, az itt maradtak elöregedett közösséget alkotnak. (1945 után kitelepítésekkel is sújtották a német származásúakat.)

## Közélete

### Polgármesterei
- 1990–1994: Hanzel László (független)[6]
- 1994–1998: Hanzel László (független)[7]
- 1998–2002: Hanzel László (független)[8]
- 2002–2005: Hanzel László (független)[9]
- 2005–2006: Böröcz János (független)[10]
- 2006–2010: Böröcz János (független)[11]
- 2010–2014: Dékányné Károly Marianna (független)[12]
- 2014–2019: Dékányné Károly Marianna (független)[13]
- 2019–2024: Dékányné Károly Marianna (független)[14]
- 2024– : Kalányos Ferenc (független)[1]

A településen 2005. június 25-én időközi polgármester-választást kellett tartani, az előző polgármester halála miatt.

## Népesség
A település népességének változása:
| Lakosok száma | 774  | 772  | 769  | 677  | 705  | 708  | 697  |
|               | 2013 | 2014 | 2015 | 2021 | 2022 | 2023 | 2024 |

A 2011-es népszámlálás során a lakosok 92,4%-a magyarnak, 15,8% cigánynak, 1,8% németnek, 0,3% románnak, 0,3% szerbnek, 0,3% ukránnak mondta magát (6,6% nem nyilatkozott; a kettős identitások miatt a végösszeg nagyobb lehet 100%-nál). A vallási megoszlás a következő volt: római katolikus 49,1%, református 1,7%, evangélikus 7,6%, egyéb (elsősorban Krisna-hívő) 22,7%, felekezet nélküli 10,7% (8,2% nem nyilatkozott).
2022-ben a lakosság 82%-a vallotta magát magyarnak, 6,4% cigánynak, 1,1% németnek, 0,4% ukránnak, 0,4% görögnek, 0,1-0,1% románnak, ruszinnak és szerbnek, 8,9% egyéb, nem hazai nemzetiségűnek (16,7% nem nyilatkozott; a kettős identitások miatt a végösszeg nagyobb lehet 100%-nál). Vallásuk szerint 27% volt római katolikus, 6% evangélikus, 0,7% református, 0,6% egyéb keresztény, 1% egyéb katolikus, 29,9% egyéb vallási közösség tagja (elsősorban Krisna-hívő), 8,4% felekezeten kívüli (26,5% nem válaszolt).

## Nevezetességei
- Pusztatemplom. A falu déli szélén található, a régi katonai térképek Moschee-ruine névvel tüntetik fel a romot.
- Halastavak
- Krisna-völgy
- Hanzel László tojáspatkoló munkái - előzetes bejelentkezéssel látogatható[18]

## Képek

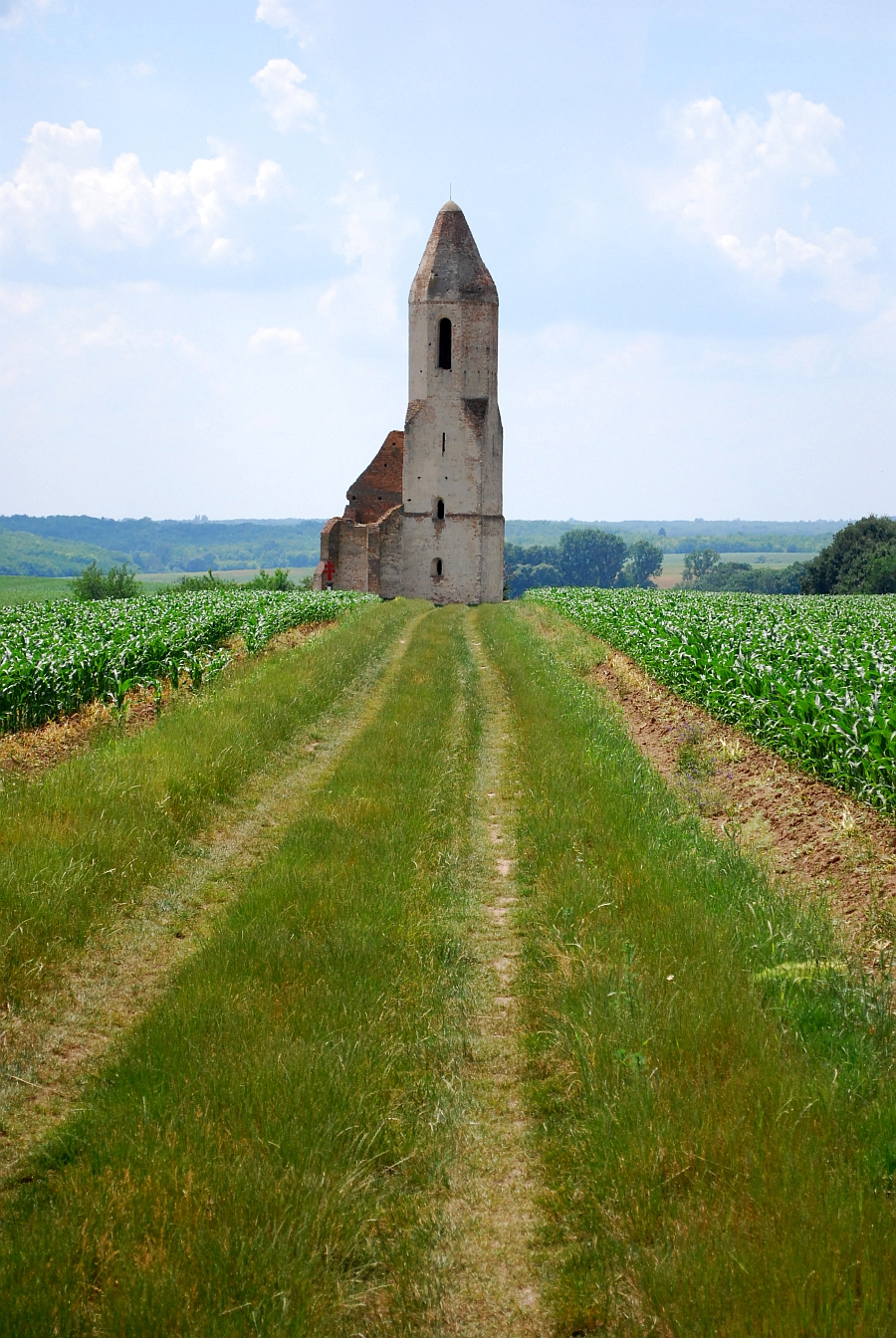
Somogyvámosi templomrom
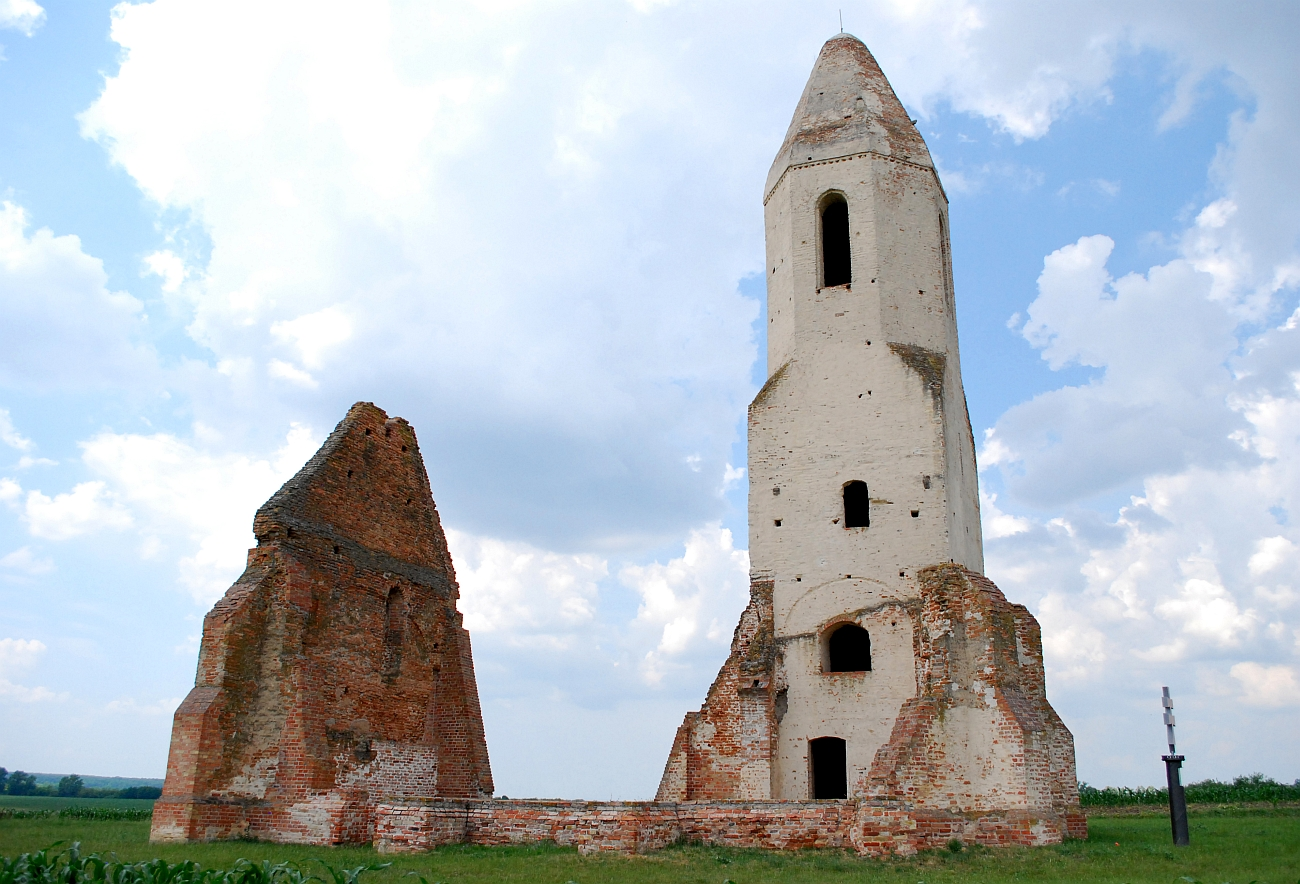
A pusztatemplom, a falu közelében lévő középkori templomrom régészeti feltárását 1968-ban kezdték el
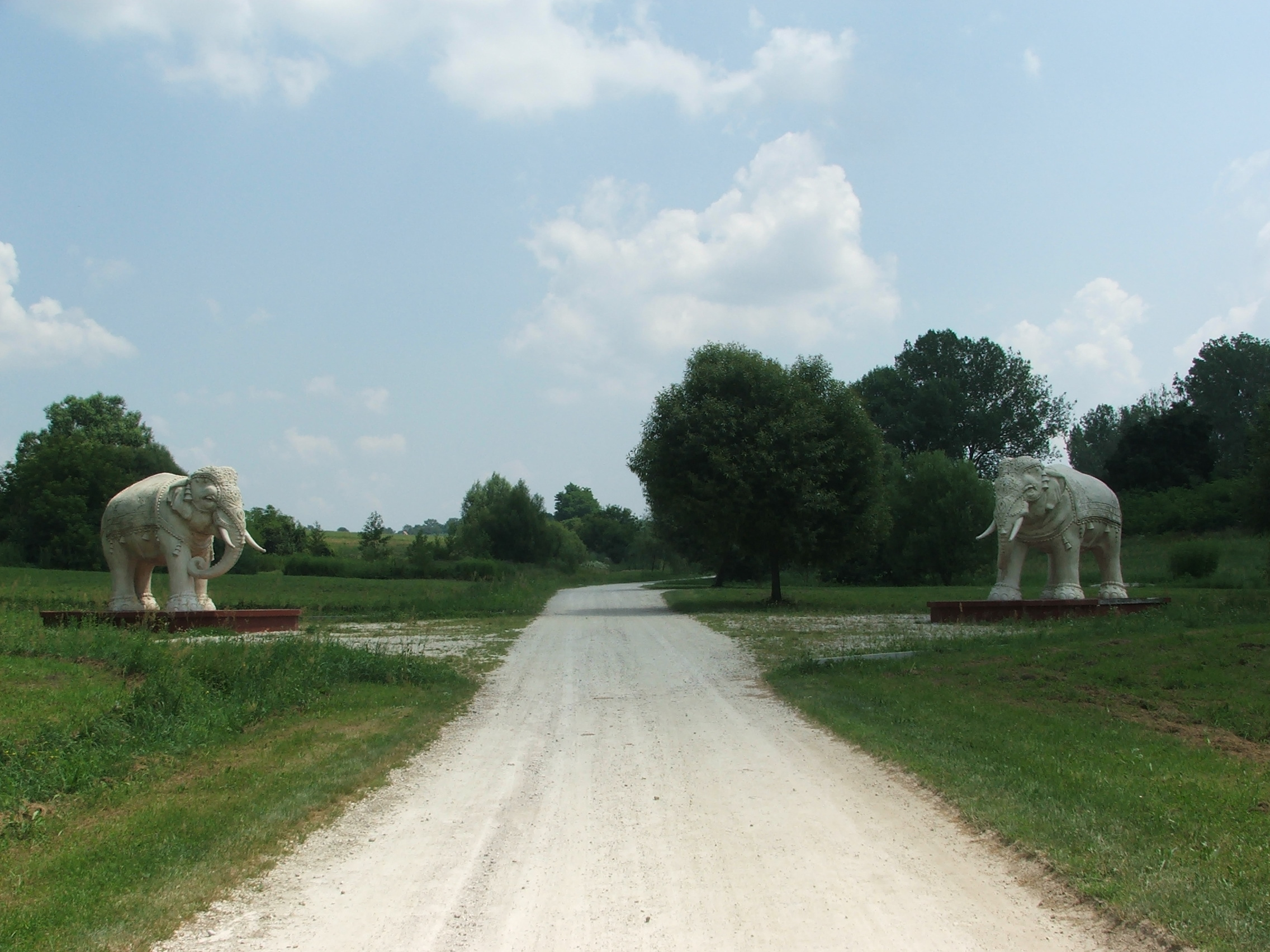
Krisna-völgyi elefántok,8699 Somogyvámos, Fő utca 38.
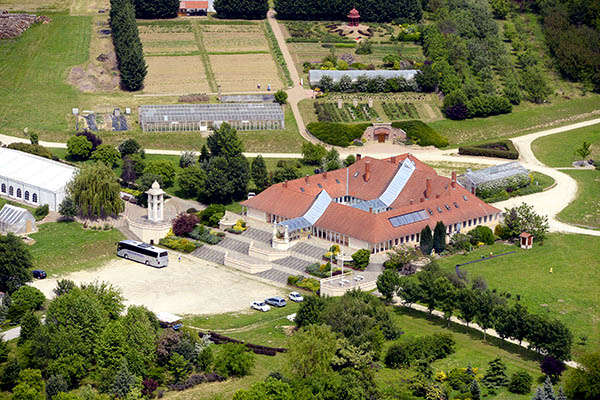
Krisna-völgy, templom
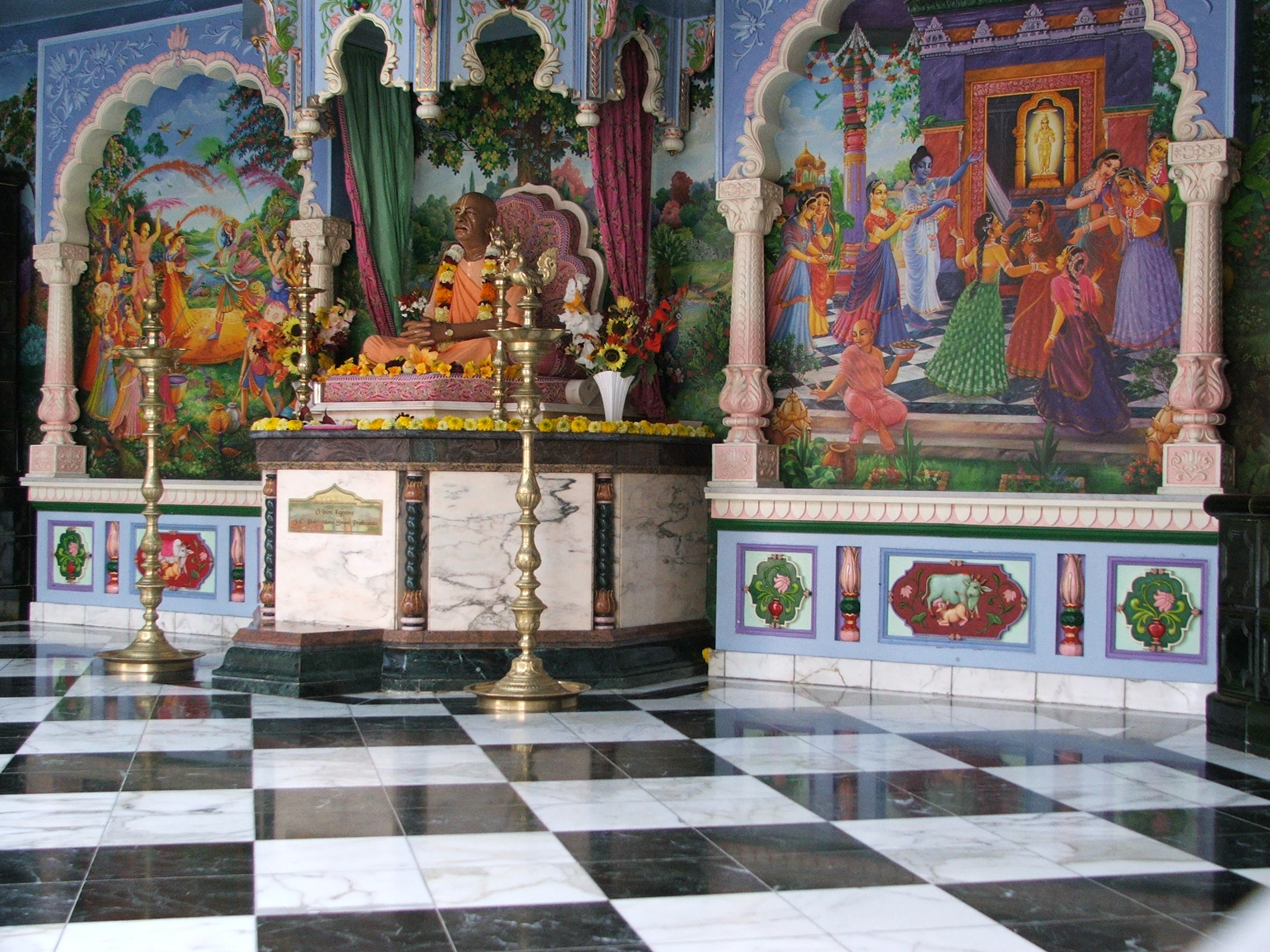
Krisna-völgy, templom, belső